# Abandono material
Abandono material é um crime contra a assistência familiar no Brasil. Se caracteriza pela sonegação de provimento de subsistência ao cônjuge e ao filho menor de 18 anos ou inapto para o trabalho. Também se enquadram o devedor de pensão alimentícia nestes casos, e as demais pessoas enumeradas no artigo 244 do Código Penal brasileiro.